# Rachid Bourabia
Rachid Bourabia (Dijon, 22 maart 1985) is een Marokkaans voormalig voetballer die bij voorkeur als middenvelder speelde. Hij vertrok in 2016 bij CS Sedan en is sindsdien clubloos.

## Spelerstatistieken
| Seizoen   | Club                 | Land      | Competitie           | Wed. | Goals |
| --------- | -------------------- | --------- | -------------------- | ---- | ----- |
| 2003-04   | Dijon FCO            | Frankrijk | Championnat National | 6    | 0     |
| 2004-05   | Dijon FCO            | Frankrijk | Ligue 2              | 2    | 0     |
| 2005-06   | AS Beauvais Oise     | Frankrijk | Championnat National | 32   | 1     |
| 2006-07   | AS Beauvais Oise     | Frankrijk | Championnat National | 26   | 4     |
| 2007-08   | KV Red Star Waasland | België    | Exqi League          | 20   | 4     |
| 2008-09   | KV Red Star Waasland | België    | Exqi League          | 19   | 4     |
| 2009-10   | KV Red Star Waasland | België    | Exqi League          | 32   | 8     |
| 2010-11   | KV Red Star Waasland | België    | Exqi League          | 29   | 8     |
| 2011-12   | RAEC Mons            | België    | Eerste Klasse        | 26   | 6     |
| 2012-13   | K. Lierse SK         | België    | Jupiler Pro League   | 36   | 7     |
| 2013-14   | K. Lierse SK         | België    | Jupiler Pro League   | 28   | 9     |
| 2014-15   | K. Lierse SK         | België    | Jupiler Pro League   | 18   | 2     |
| 2014-15   | Waasland-Beveren     | België    | Jupiler Pro League   | 6    | 0     |
| 2016-2017 | CS Sedan             | Frankrijk | Championnat National | 8    | 0     |
|           |                      |           | Totaal               | 288  | 53    |

1 Reus ·
4 Bateau ·
5 Luiz ·
6 Dicke ·
7 Kerrigan ·
8 Servais ·
9 Ola-Adebomi ·
10 Limbombe ·
11 Michiwaki ·
13 Khatir ·
15 Wuytens ·
16 Deman ·
18 Dewaele ·
20 Dassy ·
21 Jans ·
23 Fall ·
24 Moustapha ·
30 Corryn ·
32 Filipovic ·
34 Abrahams ·
43 Coopman ·
77 Ertürk ·
78 Van Hecke ·
84 Lusamba ·
92 Mertens ·
Brüls ·
Coach: Reedijk